# Gôtovany
Gôtovany (in ungherese Guotfalu) è un comune della Slovacchia facente parte del distretto di Liptovský Mikuláš, nella regione di Žilina.